# Fiat 130
Fiat 130 — автомобиль бизнес-класса, выпускавшийся компанией Fiat, с 1969 по 1977 год. Производился в кузовах седан и купе, значительно отличавшихся друг от друга по дизайну.
Седан Fiat 130 был показан на 39-м автосалоне в Женеве в марте 1969. Данная топовая модель пришла на замену представительского седана Fiat 2300 и отличалась вполне современной для своего времени конструкцией с независимой подвеской всех колес (торсионная подвеска спереди и пружины сзади), гидроусилителем руля и дисковыми тормозами на всех колесах в стандартной комплектации.
Купе Fiat 130 Coupe, основанное на той же платформе, было представлено в марте 1971. Оно было разработано и построено фирмой Pininfarina и заметно отличалось от седана по своему дизайну. Экстерьер оперения седана подтянули к нему при появлении модернизированной модели 130B, на которую устанавливался также и более мощный двигатель V6 объёмом 3235 см³ от купе. Купе получилось более роскошным, чем седан — была предусмотрена даже кнопка дистанционного открывания пассажирской двери с места водителя. В дополнение к двухдверному купе в серии «130» были разработаны ещё две кузовные модификации: двухдверный универсал и четырёхдверный седан «Opera».
Выпуск седанов Fiat 130 был прекращен в 1976 году из-за низкого спроса — объединённый европейский авторынок категорически отказался считать марку Fiat за престижный бренд. Всего было произведено 15 093 ед. седанов. Выпуск купе был завершён годом позже. Двухдверных «130-ток» было произведено всего 4294 ед.. 
Fiat 130 стал последней моделью этой итальянской марки, присутствовавшей в классе полноразмерных седанов и конкурировавшей с такими известными моделями бизнес-класса как, например, западногерманские Mercedes-Benz /8 и Mercedes-Benz 200-280Е, BMW 5-й серии и французские Peugeot 604 и Citroën CX. В дальнейшем функцию итальянских автомобилей бизнес-класса выполняли топ-модели брендов Lancia и Alfa Romeo.